# ジェニー・スキッドモア
ジェニー・スキッドモア（英: Jenny Skidmore、1980年1月5日 - ）は、アメリカ合衆国出身タレント・歌手。アメリカ合衆国イリノイ州出身。事務所にはジェニー・シマ名義で登録されている。

## 人物
ディズニーワールド（フロリダ州）や香港ディズニーランド、東京ディズニーランドのアトラクションで女優として活躍する傍ら、アメリカで歌手・タレントなどとしても活躍をしていた。所属事務所はFree Wave。
現在は日本在住。

## 主な出演

### テレビ番組
- シドニー・ホワイト（主演）[1]
- ファースト・クラス（ミランダ役　第3話ゲスト出演）（2014年5月3日)

### ラジオ番組
- 英会話タイムトライアル（講師）[2][1](2012年4月〜2014年9月、2015年1月〜現在)